# 72 Aquarii
72 Aquarii, som är stjärnans Flamsteed-beteckning, är en ensam stjärna belägen i den norra delen av stjärnbilden Vattumannen. Den har en skenbar magnitud på 7,01 och kräver åtminstone en handkikare för att kunna observeras. Baserat på parallaxmätning inom Hipparcosuppdraget på ca 4,5 mas, beräknas den befinna sig på ett avstånd på ca 728 ljusår (ca 223 parsek) från solen. Den rör sig närmare solen med en heliocentrisk radialhastighet på ca -7 km/s.

## Egenskaper
72 Aquarii är en orange till röd jättestjärna av spektralklass K0 III. Den har en radie som är ca 13 gånger större än solens och utsänder från dess fotosfär ca 111 gånger mera energi än solen vid en effektiv temperatur av ca 4 600 K.